# Trupanea chrysanthemifolii
Trupanea chrysanthemifolii är en tvåvingeart som beskrevs av Frias 1985. Trupanea chrysanthemifolii ingår i släktet Trupanea och familjen borrflugor. Inga underarter finns listade i Catalogue of Life.